# Cujus regio, ejus religio
Cujus regio, ejus religio (« tel prince, telle religion ») est une maxime latine définissant le principe politique suivant lequel la religion d'un peuple devait être celle de son souverain et que chaque souverain pouvait librement choisir la religion de son État. Ce principe a été instauré au XVIe siècle dans le Saint-Empire romain germanique.

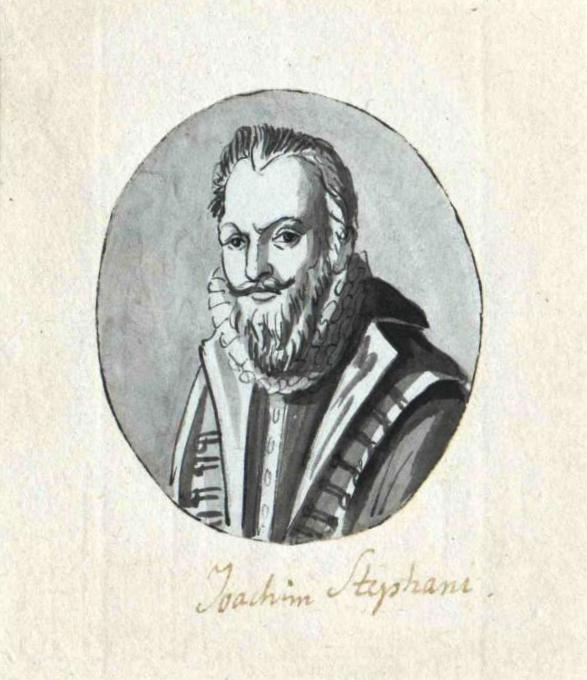
Joachim Stephani, possible auteur de la formule.

Cette doctrine imposée à l’empereur par les princes protestants en terre germanique s’oppose à la conception catholique du gouvernement civil soumis au pape. C'est un point essentiel de la paix d’Augsbourg de 1555 qui a ouvert une nouvelle période historique en Allemagne.

## Formule
La formule cujus regio, ejus religio — qui n’existe pas dans le texte du traité d’Augsbourg de 1555 ni dans la Transaction de Passau de 1552 — semble dérivée d‘une phrase du juriste luthérien Joachim Stephani dans ses Institutiones juris canonici de 1599 (Règles du droit canonique). Le canoniste, s’adressant à eux, clarifie le nouveau droit des évêques dans le chapitre VII du Livre I : De Jure Episcopi. La note 52 est présentée page 69 ainsi : « Jus Episcopale ex pacto Passaviensi ad principes Germaniae Status & Imperii translatum » soit « le droit épiscopal après son transfert, par la transaction de Passau, aux princes de l'Etat et de l’Empire d'Allemagne » (l’accord provisoire de 1552 sera formalisé par la paix d’Augsbourg en 1555). 
La phrase clé en latin est la suivante, page 86 : « Ideo hodie religionem regioni cohaerere dici potest, ut cujus sit regio, hoc est ducatus, principatus, territorium, seu jus territorii, ejus etiam sit religio, hoc est jus episcopale seu jurisdictio spiritualis » (« C'est pour cela qu'aujourd'hui, on peut dire que sa religion et son royaume sont liés car là où l'on trouve son royaume, c’est-à-dire un commandement militaire, l'exercice d'un pouvoir princier, un territoire et sa possession légitime, de même l'on trouve sa religion, c’est-à-dire un droit épiscopal ou une juridiction spirituelle »).
Les phrases voisines l’affirment sans détour : « Reformatione Religionis jura Episcopalia,..., pleno et summo jure exercenda, Decreto Imperiali, in Passaviensi Conventu edito, ad Principes territoriorum ... tantum translata et deposita sunt, ut pro statu Ecclesiae optime haec administrent et gubernent » (« À la suite de la réforme de la religion, les droits épiscopaux furent transférés et mis en sûreté dans le si vaste territoire des Princes, qui les exercent avec une pleine et très grande légitimité, que leur a octroyée le décret impérial promulgué par la Paix de Passau, pour que ces droits administrent et gouvernent en faveur de la stabilité de l'Eglise. »).

## Origine
Elle est attribuée à Joachim Stephani, juriste protestant (1544-1623), Professeur à l’Université de Greifswald. Joseph Leclerc avance qu’elle se rencontre dans un ouvrage de 1599.
Le texte semble avoir été réédité en 1612 avec une Préface de l’auteur Joachim Stephani datée de 1604 autour des legitimae juridictionis (compétences légales) dans laquelle il expose les raisons de la Réforme religieuse (abus de l’Église catholique : lucre, commende, négligences des pauvres, de l’enseignement, des églises, mœurs déshonnêtes…) et l’Institution des évêques protestants légitimés par élection locale et non plus par nomination du pape. Il place ensuite dans un parcours historique les bienfaits de la conjonction entre pouvoir et religion en remontant à l’Empire romain (« Pontifex Maximus & Imperator Romanus simul nuncuparetur » soit « il fut désigné en même temps Grand Pontife et Empereur romain »), à l’empereur Constantin et aux fondateurs du Saint Empire Romain Germanique. Il veut éclairer les évêques cinquante ans après la Paix d’Augsbourg de 1555 sur "l'état actuel des Églises d’Allemagne" (« Ad praesentem Ecclesiarum Germaniae statum »), "[en affirmant] conjointement l'Empire et l'Episcopat (« Imperium & Sacerdotium conjunctim obtinere »), le politique et le religieux.
Nous pouvons avoir accès au texte des Institutiones juris canonici ("Institutions du droit canonique") dans l’édition de 1699 annotée par Kaspar Ziegler (1621-1690), publiée après la mort de ce dernier, à Dresde et à Francfort la même année avec une couverture différente. 

## Dispositions
Le traité d’Augsbourg qui entérine la transaction de Passau n’est pas un édit de tolérance individuelle mais la réservation du droit religieux aux seuls princes qui l’imposent à leurs sujets, ne laissant que la possibilité d’émigration aux « dissidents » en s’engageant à ne pas pratiquer le « forcement des consciences ». Ce « jus emigrandi » (droit d'émigrer), d’ailleurs discuté, ne s’appliquait pas aux Pays-Bas ni à la Franche-Comté dans la dépendance directe de l’empereur Charles-Quint (héritage bourguignon), et les villes libres d’Empire échappaient aussi à la règle en conservant la bi-confessionnalité qui souvent protégeait des minorités catholiques. Par exception, à Nuremberg, Francfort, Strasbourg et Ulm le gouvernant put imposer sa religion et appliquer le "jus reformandi" (droit de réforme). Le « reservatum ecclesiasticum » (réserve ecclésiastique) limitait aussi les effets de la conversion au protestantisme des évêques ou abbés princes d’Empire qui perdaient dès lors leur statut de prélat et ne pouvait imposer leur choix aux populations. Il semble que cette possibilité d’émigrer sans préjudice, facilitée par la multiplicité des micro-États voisins, l’a emporté sur la conversion des individus.
Il faut également remarquer que les nouvelles dispositions ne s’appliquaient qu’aux religions catholique et protestante luthérienne (soit ‘suivant la Confession d’Augsbourg’, la « Confessio augustana ») : c’est ainsi que la confession calviniste ne fut reconnue que par les traités de Westphalie de 1648 qui confirmaient le cujus regio, ejus religio en l’assouplissant dans certains États comme le Palatinat ou le Brandebourg et en figeant la répartition religieuse à « l’année normative » 1624. Les Juifs continuaient à relever d’une juridiction spécifique. La règle restera globalement en vigueur dans le domaine germanique jusqu’à la dissolution du Saint-Empire romain germanique en 1806.

## Contenu
La disposition du cujus regio ejus religio prend place dans le débat ancien et constant sur la relation entre pouvoir civil et religion. Les conflits entre les rois et le pape catholique parcourent l’histoire de l’Europe depuis la fin de l’Empire romain, et au XVIe siècle, c’est le puissant mouvement de la Réforme qui, se nourrissant d’affirmations religieuses et politiques, lézarde le Saint Empire Romain Germanique. L’empereur défendait toujours l’unité religieuse nécessaire à la cohésion d’un ensemble d’états hétéroclites mais il dut s’incliner devant les puissants princes protestants qui imposèrent un changement fondamental, qu’explique Jean-Manuel Larralde : « La nouveauté réside dans l’inversion des principes : dans le schéma catholique, c’est la foi qui s’impose aux gouvernants alors que dans le schéma protestant, c’est le prince qui impose sa religion au territoire » . Ce fut « le triomphe de la politique sur la religion ».
Dès lors, le Prince qui possède l’autorité temporelle mais aussi l’autorité spirituelle sur tout son territoire est à la fois chef de l’État et chef de l’Église, le mono-confessionnalisme devant assurer la cohésion interne de chaque entité politique de l’Empire (le forcement des consciences est condamné et l’émigration sans préjudice est protégée). L’accord règle aussi la coexistence religieuse entre États en imposant la voie judiciaire pour le règlement des conflits : il s’agit bien d’établir la paix religieuse en Allemagne.
Les entités politiques juridiquement diverses (comme les Immédiats temporels ou ecclésiastiques, qui dépendaient directement de l’Empereur, mais aussi les seigneuries indépendantes, les villes d’Empire...), aussi bien protestantes que catholiques, restaient soumises à l'empereur mais la Paix d'Augsbourg, signée le 25 septembre 1555, acte bien la fin de l’union confessionnelle de l’Empire et se perçoit comme un affaiblissement de celui-ci, accentué par les traités de Westphalie de 1648. Ce fut un échec important pour Charles-Quint, qui abdiqua peu après. Néanmoins, la nouvelle règle ouvrit une longue période de paix en Allemagne.